# ویللادیاتی
ویللادیاتی (به ایتالیایی: Villadeati) یک کومونه در ایتالیا است که در استان آلساندریا واقع شده‌است.

## خصوصیات
ویللادیاتی ۱۴٫۵ کیلومترمربع مساحت و ۵۱۳ نفر جمعیت دارد و ۴۱۰ متر بالاتر از سطح دریا واقع شده‌است.